# Anabela Teixeira
Anabela Cristina Alves Teixeira (Lisboa, 18 de mayo de 1973) es una actriz y directora portuguesa.

## Carrera
Formada en el Curso de Actores del Instituto de Formación, Investigación y Creación Teatral de Lisboa (1990/91) y en el Curso de Actores de la Escuela Superior de Teatro y Cine del Instituto Politécnico de Lisboa (1992/95).
Debutó en televisión como protagonista de la miniserie Viúva do Enforcado, dirigida por el brasileño Walter Avancini en 1993. Ese mismo año formó parte del elenco principal de la película de António de Macedo: Chá Forte com Limão.  En cine ha participado en películas diversas; en televisión ha participado en muchas telenovelas y miniseries, además de haber intervenido en series y programas de TV. Anabela cuenta con más de 20 piezas teatrales en su currículo así como con el guion y dirección del cortometraje Anita na Praia.
Ha realizado varios trabajos en el extranjero, como la telenovela Xica de Silva (Brasil), la miniserie Sandra, Princesse Rebelle (Francia) y ha participado en las películas Reina Margot (Francia), Fado majeur et mineur (Francia), La Leyenda de Balthazar, el Castrado (España) y La Casa de los Espíritus (Portugal/Alemania/Dinamarca/EE. UU.).
Anabela Teixeira forma parte de la comisión de notables de los Globos de Oro en Portugal.

## Filmografía

### Televisión
| Año     | Título                    | Personaje                          | Nota(s)                    | Ref |
| ------- | ------------------------- | ---------------------------------- | -------------------------- | --- |
| 1993    | A Viúva do Enforcado      | Teresa                             |                            |     |
| 1993    | Conto Especial de Natal   |                                    |                            |     |
| 1993    | Tratado de Tordesilhas    |                                    |                            |     |
| 1994    | Le Téte Coronées          | Producción francesa                |                            |     |
| 1995    | Sandra, princesse rebelle | Producción francesa                |                            |     |
| 1995    | Alhos e Bugalhos          |                                    |                            |     |
| 1996    | O Campeão                 | Filomena                           |                            |     |
| 1996-97 | Xica da Silva             | Graça Pereira                      |                            |     |
| 1998    | Terra Mãe                 | Carla Mendes                       |                            |     |
| 1999    | Capitão Roby              | Filomena                           |                            |     |
| 1999    | A Vida Como Ela É         |                                    |                            |     |
| 2000    | Alves do Reis             | Ludovina                           |                            |     |
| 2000-01 | Ajuste de Contas          | Patricia                           |                            |     |
| 2001    | Estação da Minha Vida     | Mafalda                            |                            |     |
| 2001    | Culpa Formada             |                                    |                            |     |
| 2001    | Segredo de Justiça        | Episodio 10                        |                            |     |
| 2002    | A Joia de África          | Camila Santos                      |                            |     |
| 2004    | Baía das Mulheres         | Cristina Sousa Mendes              |                            |     |
| 2005    | Encontros e Desencontros  | Episodio "Carolina, Fernando e Eu" |                            |     |
| 2006    | Bocage                    | Manteigui                          |                            |     |
| 2006    | Doce Fugitiva             | Carina Matos Lima                  |                            |     |
| 2006-07 | 7 Vidas                   | Ana                                | Participación, 5 episodios |     |
| 2008    | O Dia do Regicídio        | Isabel                             |                            |     |
| 2008    | Liberdade 21              | Henriqueta                         |                            |     |
| 2008    | Rebelde Way               | Teresa                             | Participación, 4 episodios |     |
| 2009    | Os Dez                    |                                    |                            |     |
| 2008-09 | Olhos nos Olhos           | Antónia Viana Levi                 |                            |     |
| 2008-09 | Podía Acabar el Mundo     | Suzete Silva                       |                            |     |
| 2008-09 | Flor do Mar               | Inspectora Júlia Pintadinho        |                            |     |
| 2010-11 | Lua Vermelha              | Francisca Azevedo                  |                            |     |
| 2011    | Rosa Fogo                 | Sofia Fragoso                      | [ 2 ]                      |     |
| 2012    | Conta-me História         |                                    | Participación, 1 episodio  |     |
| 2012    | Perdidamente Florbela     |                                    |                            |     |
| 2012    | Maternidade               |                                    |                            |     |
| 2013    | Os Nossos Dias            | Tatiana Rodrigues                  | [ 3 ] [ 4 ]                |     |
| 2014    | Mulheres de Abril         | Isabel (Adulta)                    |                            |     |
| 2015-16 | Coração d'Ouro            | Isabel Lacerda                     | [ 5 ]                      |     |
| 2016-17 | Rainha das Flores         | Ana Clara                          |                            |     |
| 2016    | Donos Disto Tudo          | Varios personajes                  |                            |     |
| 2017    | Vidago Palace             | Lívia de Vimieiro                  |                            |     |
| 2018    | 1986                      | Mãe de Patrícia                    |                            |     |
| 2018-19 | Onde Está Elisa?          | Marta                              |                            |     |
| 2019    | Alguém Perdeu             | Madalena Mascarenhas               |                            |     |

### Cine
| Año  | Película                             | Papel          |
| ---- | ------------------------------------ | -------------- |
| 1992 | Lazos de Sangre                      | Mariana        |
| 1993 | Chá Forte com Limão                  | Ermesinda      |
| 1993 | El Rey de Nápoles                    |                |
| 1993 | La casa de los espíritus             |                |
| 1994 | Fado Majeur et Mineur                |                |
| 1994 | Rainha Margot                        |                |
| 1994 | Manual de Evasão                     |                |
| 1995 | A Luz Incerta                        |                |
| 1995 | A Viagem                             |                |
| 1995 | A Comédia de Deus                    | Virgínia       |
| 1996 | La Leyenda de Balthasar el Castrado  | Dama           |
| 1998 | Uma Historia Sem Interesse           |                |
| 1998 | Não sou a Bovary                     |                |
| 2001 | O Segredo                            |                |
| 2002 | O Rapaz do Trapézio Voador           |                |
| 2003 | O Círculo Mágico                     |                |
| 2004 | 1 Motivo                             |                |
| 2006 | Reflexos                             |                |
| 2007 | Ser Livre                            |                |
| 2007 | Do outro Lado do Mundo               |                |
| 2009 | Eu, Ofélia                           |                |
| 2011 | Corpúsculo                           | Ana            |
| 2011 | Mutter (cortometraje)                | Drª Teresa     |
| 2012 | Nylon Da Minha Aldeia (cortometraje) |                |
| 2012 | Dingo (cortometraje)                 |                |
| 2012 | Florbela                             | Júlia Alves    |
| 2012 | Lápis Azul (cortometraje)            | Conceição      |
| 2012 | O Grande Kilapy                      | Amiga de Lopes |
| 2017 | Leviano                              | Anita Paixão   |
| 2019 | La pequeña Suiza                     | Heidi          |

## Teatro
| Año  | Obra                          | Ref |
| ---- | ----------------------------- | --- |
| 1992 | Os Possessos                  |     |
| 1993 | Em Busca de Proust            |     |
| 1993 | O Percevejo                   |     |
| 1994 | Palhaços                      |     |
| 1994 | Trilhos                       |     |
| 1995 | O Desejo Agarrado pelo Rabo   |     |
| 1998 | Peregrinação                  |     |
| 1999 | Birras                        |     |
| 1999 | A Boda dos Pequenos Burgueses |     |
| 2001 | Porno Estar                   |     |
| 2001 | A Vida Tem Destas Coisas      |     |
| 2002 | Viagem à Grécia               |     |
| 2002 | Rastos                        |     |
| 2004 | As Sad as Remembered Hapiness |     |
| 2004 | Real Ity Show                 |     |
| 2005 | O Romance da Donzela Teodora  |     |
| 2006 | A Entrega                     |     |
| 2006 | Deus - Uma Peça               |     |
| 2006 | O Morgado do Fafe Amoroso     |     |
| 2007 | A Filha Rebelde               |     |
| 2010 | Antes do Pequeno-Almoço       |     |